# جيسيكا كانتلون
جيسيكا كانتلون (بالإنجليزية: Jessica Cantlon)‏ هي أستاذة في علم النفس العصبي النمائي في جامعة كارنيغي ميلون. في عام 2017، تم اختيارها لتكون شخصية العام. كانتلون متزوجة من براد ماهون، عالم الأعصاب الإدراكي في جامعة كارنيغي ميلون.
درست كانتلون الأنثروبولوجيا في جامعة إنديانا بلومنكتون. ثم، انتقلت إلى جامعة ديوك لإكمال دراساتها العليا، حيث عملت مع إليزابيث م. برانون على القواعد العصبية للمعرفة الرياضية. وفي بداية دراستها العليا، دربت كانتلون نفسها على التصوير بالرنين المغناطيسي الوظيفي، مدركة أنه يمكن استخدام التصوير العصبي لتعزيز فهمنا للتعلم. تضمن بحثها تحقيقات في أصل القدرة البشرية والرائدة في الحسابات الرياضياتية. أشارت كانتلون في بحوثها إلى أن القرود يمكن أن تستخدم الحساب الذهني. وأظهرت هذه الدراسة أن الآلية التي تستخدمها القرود لإجراء المقارنات هي نفسها التي يستخدمها البشر.